# Rodleben
Rodleben is een plaats en voormalige gemeente in Duitsland. De plaats maakt deel uit van de Duitse gemeente Dessau-Roßlau, deelstaat Saksen-Anhalt, en telt 1.523 inwoners (31-12-2009).